# Blevins
Pour les articles homonymes, voir Blevins (homonymie).
La ville américaine de Blevins est située dans le comté de Hempstead, dans l’État de l’Arkansas. Sa population s’élevait à 365 habitants en 2000 et 315 habitants lors du recensement de 2010.

## Démographie
| 1930 | 1940 | 1950 | 1960 | 1970 | 1980 |
| ---- | ---- | ---- | ---- | ---- | ---- |
| 291  | 331  | 271  | 198  | 265  | 314  |

| 1990 | 2000 | 2010 | - | - | - |
| ---- | ---- | ---- | - | - | - |
| 253  | 365  | 315  | - | - | - |

## Source
- (en) Cet article est partiellement ou en totalité issu de l’article de Wikipédia en anglais intitulé « Blevins, Arkansas » (voir la liste des auteurs).